# NGC 7061
NGC 7061 ist eine elliptische Galaxie vom Hubble-Typ E4 im Sternbild Indianer am Südsternhimmel. Sie ist rund 401 Millionen Lichtjahre von der Milchstraße entfernt.
Das Objekt wurde am 30. September 1834 von John Herschel entdeckt.